# 威莉·怀特
威莉·怀特（英語：Willye White，1939年12月31日—2007年2月6日），美国女子田径运动员。她曾代表美国参加1956年、1960年、1964年、1968年和1972年夏季奥林匹克运动会田径比赛，获得二枚银牌。